# Плачинда Володимир Сергійович
Володи́мир Сергі́йович Плачи́нда (9 квітня 1955, Кіровоград) — український науковець і дипломат. Кандидат історичних наук, сходознавець, тимчасовий повірений у справах України в Саудівській Аравії.

## Біографія
Народився 9 квітня 1955 року в місті Кіровоград (нині Кропивницький). Перший секретар Посольства України в Державі Ізраїль.
Працював консулом, радником Посольства України в Йорданському Хашимітському Королівстві.
Тимчасовий повірений у справах України в Саудівській Аравії.

## Сім'я
- Батько Плачинда Сергій Петрович (1928—2013) — український письменник. Прозаїк, публіцист, критик, член Спілки письменників України (1960);
- Мати Плачинда Ганна Василівна (1928—2012) — філолог, коректор;
- Дружина Мушкетик Леся Георгіївна — фольклорист, перекладач, доктор філологічних наук, провідний науковий співробітник Інституту мистецтвознавства, фольклористики та етнології ім. М. Т. Рильського НАН України, донька письменника Юрія Мушкетика[3].

## Автор праць
- Соціальні перетворення в арабських країнах: досвід і проблеми / В. С. Плачинда. — К. : Наук. думка, 1993. — 159 с. — ISBN 5-12-004004-7
- Гуцало Сергій Євгенович, Плачинда Володимир Сергійович: Методична розробка початкового курсу арабської мови для студентів гуманітарних факультетів: К.: Київський університет, 1993 −180 с